# Спасский уезд (Рязанская губерния)
Спасский уезд — административная единица в Рязанской губернии Российской империи и РСФСР, существовавшая в 1778—1929 годах. Уездный город — Спасск.

## География
Уезд был расположен на юго-западе Рязанской губернии, на востоке граничил с Тамбовской губернией. По площади уезд занимал территорию в 3836,2 вёрст².

## История
Уезд был образован в 1778 году в составе Рязанского наместничества, в 1796 — упразднен. Вновь образован в 1802 году в составе Рязанской губернии. В 1929 году уезд был упразднен, большая его часть вошла в состав Спасского района Рязанского округа Центральнопромышленной области (позднее — Московской).

## Население
Население уезда в 1896 году 154 603 чел..
По переписи 1897 года в уезде было 156 976 жителей (72 448 мужчин и 84 528 женщин). В г. Спасск — 4759 чел.
По итогам всесоюзной переписи населения 1926 года население уезда составило 211 290 человек, из них городское — 6324 человека.

## Населённые пункты
В 1859 году в составе уезда было 176 населённых пунктов, наиболее крупные из них:
- г. Спасск — 4570 чел.;
- с. Дегтяное — 2471 чел.;
- с. Деревенское — 2658 чел.;
- с. Ижевское — 7629 чел.;
- с. Инякино — 2823 чел.;
- с. Санское — 3079 чел.;
- с. Сасыкино — 2378 чел.;
- с. Тырновская Слобода — 2215 чел.;
- с. Ухорское — 2696 чел.;
- с. Федосеева Пустынь — 2341 чел.;
- с. Шилово — 604 чел.

## Административное деление

### В Российской империи
В 1859 году в уезде было 2 стана:
- 1-й со становой квартирой в Слободе (выселках Киструса);
- 2-й со становой квартирой в с. Заполье.

В 1906 году Спасский уезд делился на 25 волостей:
1. Бельская: с. Кидусово, дер. Нагорная, с. Бельское, с. Дорофеево, дер. Борисково, дер. Картаносово, дер. Деулино, с. Уржа и пр.
2. Веретьинская: с. Веретье, дер. Велье-Родионовка (Лесная), с. Городное, дер. Аммосово, дер. Большие Лупяжи, дер. Малые Лупяжи (Куварзино), дер. Новые Лупяжи (Алешино) и пр.
3. Выжелесская: с. Выжелес, с. Иванков, с. Малышево, дер. Макеево, дер. Засека, дер. Кучино, дер. Погори и пр.
4. Городковическая: с. Городковичи, с. Локаша (Лакаш), дер.  Добрянка, дер. Папушево, с.Орехово (Волово)
5. Ижевская: с. Ижевское, с. Александровско-Зыкеево (Ново-Александровское), с. Стариково, с. Николаевское, дер. Малеево, дер. Воскресенкская, дер. Дмитриевская, дер. Аграфенинская (Выметная) и пр.
6. Березовская (с. Березово, с. Борок, с. Тимошкино, с. Ирицы и пр.)
7. Желудевская (с. Желудево, дер. Ибредь (Ибердь), дер. Алексеевский поселок, с. Новоселки, с. Сасыкино, с. Шилово, дер. Хорошовка, дер. Петровка, дер. Свято-Озерье (Святозерск), дер. Авдотьинка, дер. Кривцово, Моск.-Каз. ж.д. станция Шилово и пр. )
8. Инякинская (дер. Елизаветинка, с. Тырновская слобода, с-цо Сергиевское, с. Инякино (Михаиловское) и пр.)
9. Санская (с. Санское, с. Федосеева Пустынь и пр.)
10. Териховская (с. Терехово, с. Надеино)
11. Юштинская (с. Юшта, дер. Сафоновка, дер. Муромка и пр.)
12. Гавриловская (с. Гавриловское, с. Селезнево, с. Панино, дер. Панинские дворики, дер. Уродово и пр.)
13. Деревенская (с. Деревенское, с. Дегтяное и пр.)
14. Кирицкая (с. Кирицы, с. Сушки, с. Засечье, дер. Старостеклянная, дер. Добросотские выселки, дер. Зарытки, дер. Ершово, дер. Ершовские выселки и пр.)
15. Киструсская (с. Новый Киструс, с. Старый Киструс, с. Гарицы, с. Городец, дер. Ужалье, с. Островки, дер. Гулынки, дер. Тонино, дер. Тонинские выселки, с-цо Хрипенки, дер. Нефедово, дер. Жолобова Слобода и пр. )
16. Ухорская (дер. Ухорское, с. Жерновищи, дер. Ухорские выселки, дер. Муняково, дер. Большое Пирогово, дер. Малое Пирогово, выс. Муняковские выселки и пр. )
17. Шатрищинская (с. Шатрищи (Старо-Рязанское городище, Пешая слобода, Казаково), пос. Фатьяновский, пос. Рюминский, пос. Чернорецкий, дер. Чеквино (Циквино), выс. Старо-Рязанские дворики, дер. Никитино, пос. Дьявово, дер. Мылые Гулынки, с. Иконнокова гора (Никольское), с-цо Милованово, дер. Разбердеево, пос. Магерский, дер. Разбердеевские (Марьины) хутора, дер. Романовка, дер. Одоевцево, дер. Соболевая (Осечье), с-цо Дурненки, Пешая слобода, дер. Казаково, с. Старая Рязань (Аксеновка), дер. Фотьяновка и пр.)
18. Исадская (с. Исады, с. Муратово, с. Усторонь (Устрань), дер. Аграмаково (Руднево), дер. Кутуково, дер. Безсоновка, дер. Кутуковские выселки и пр. )
19. Крутицкая (с. Сановка, с. Константиново, с. Срезнево, с. Богородицкое (Лунино), дер. Бортниково, с. Крутицы, с. Задубровье, дер. Городище, дер. Пустое Поле (Пустополка), дер. Мышкарь и пр.)
20. Лукмосская (с. Лукмос, с. Чембор, с. Красный Холм, дер. Жадовские выселки (Фабричный пос.), пос. Протасов Холм, пос. Выдерга, пос. Турков Холм, пос. Беляев Холм, пос. Гулынки и пр.)
21. Рясская (с. Успенское (Заречная сторона, Успенское пос.), пос. Торжки, дер. Давыдово, дер. Ржевское, дер. Макашево, пос. Матвеевка (Аргамаково), дер. Аргамаково, пос. Фофоново (Аргамаково), пос. Государственное (Аргамаково), с. Заполье, дер. Волково (Куприаново), дер. Куприяновка, дер. Ворушка, дер. Ворушские выселки, дер. Еремеевка, дер. Ивановка, с. Новая Пустынь, дер. Полянки, дер. Полянок, с. Ряссы Авдонково, с. Ряссы, дер. Рясские выселки, дер. Стерлигова слобода, дер. Стерлиговы дебри, с-цо Стерлигово, дер. Тайдаково (Наземово), дер. Наземово, с. Успенское (Мосолово), с-цо Фролово, дер. Шатилово, дер. Шелухово и пр.)
22. Перкинская (с. Перкино, с. Бардаково (Дядьково), с. Степановское, дер. Ерофеевская слобода, дер. Острая Лука, дер. Ясаково, дер. Бардаковские и Левашовские выселки и пр.)
23. Сумбуловская (дер. Сумбулова слобода, с. Ярустово, с. Петровичи, с. Новики, дер. Новиковские выселки, дер. Петровские выселки, дер. Агламазово, дер. Выползова слобода и пр.)
24. Троицкая  (с. Троица-Пеленица, с. Красильники, Половское (село), с. Дубовичье, с. Губкино, с. Сабчаково, дер. Курино, дер. Ушаково, дер. Гавриловские выселки, с-цо Гавриловское (Похрино), с-цо Можарово, дер. Манясово и пр.)
25. Федотьевская (с. Федотьево, дер. Морозовка, дер. Федотьевские выселки, дер. Мжакино, дер. Емельяновка, дер. Горяпино, дер. Пичужки, дер. Малино, дер. Ближнее Торчино (Большое Торчино), дер. Дальнее Торчино (Малое Торчино), дер. Макрицы, с. Михали и пр.)

### В РСФСР
В 1925 году в состав Спасского уезда входило 7 волостей:
1. Ижевская — с. Ижевское,
2. Мосоловская — с. Мосолово,
3. Песочинская — с. Песочня,
4. Спасская — г. Спасск,
5. Троицо-Пеленицкая — с. Троица-Пеленица,
6. Тырново-Слободская — с. Тырновская Слобода,
7. Шиловская — с. Шилово.